# Świst trapowy

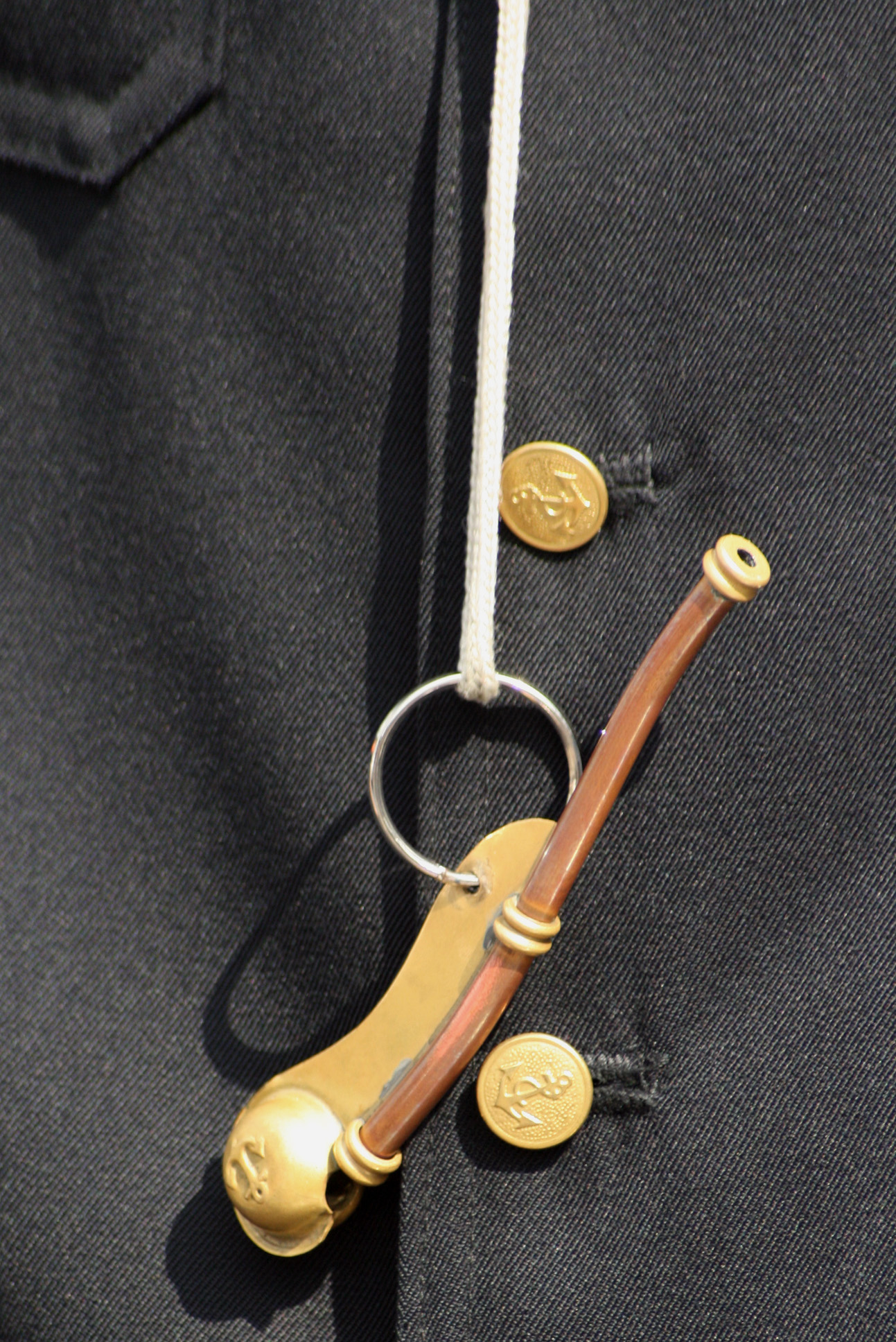
Gwizdek bosmański

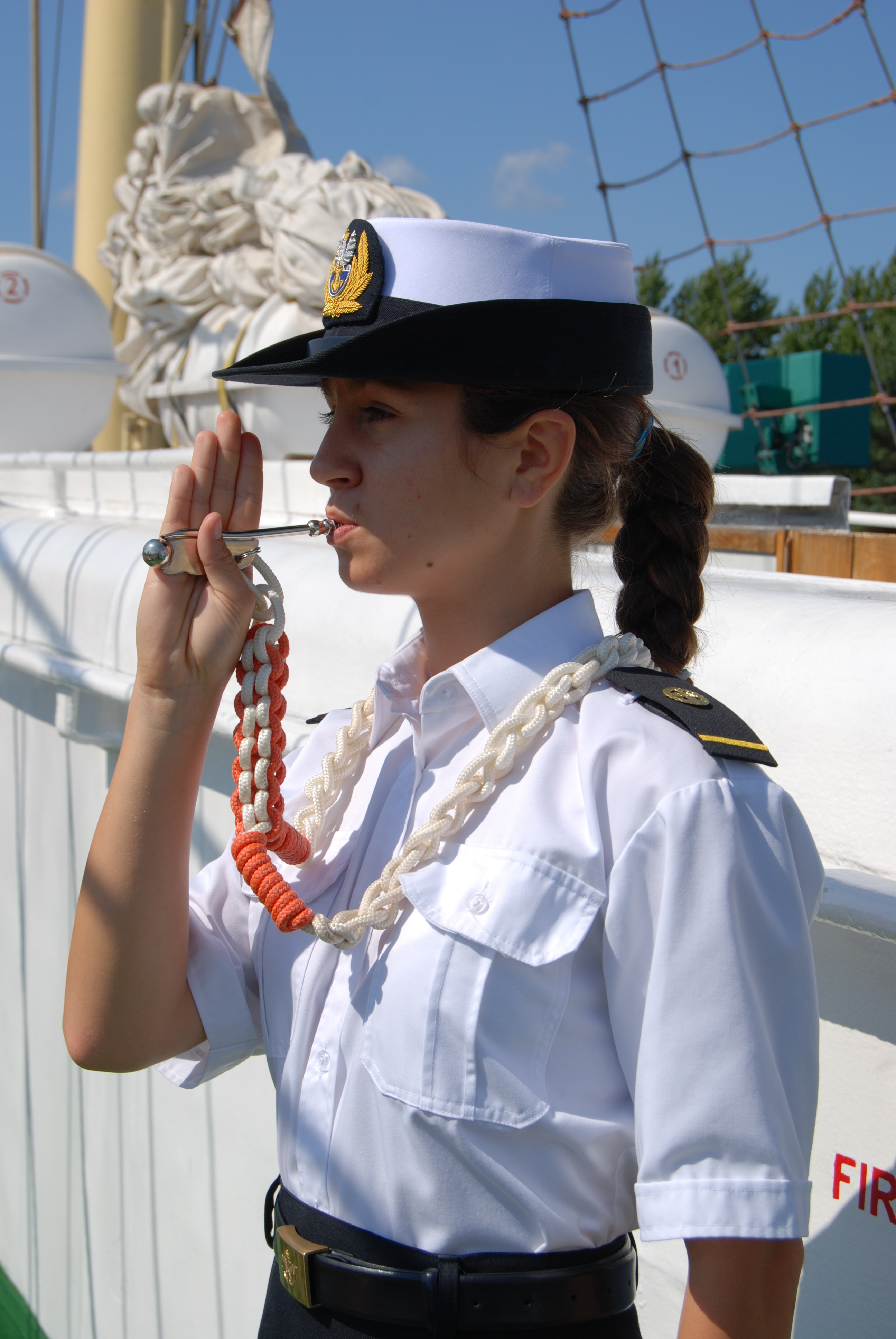
Świst trapowy na gwizdku bosmańskim na ORP "Iskra".

Świst trapowy – sygnał podawany gwizdkiem bosmańskim podczas wchodzenia i schodzenia z okrętu oficera lub chorążego.
Świst trapowy oddaje się bez względu na porę doby, także przy podnoszeniu i opuszczania bandery, gdy na okręcie nie ma trębacza. Zwyczajowo wykonuje się go także podczas pogrzebów na morzu (przy zsuwaniu zwłok za burtę). Świst zaczyna się z chwilą postawienia na trapie nogi osoby witanej, a kończy się z chwilą postawienia nogi na pokładzie okrętu (i odwrotnie). Gdy na okręt wchodzi jednocześnie kilku oficerów lub chorążych, świst oddaje się najważniejszemu.

## Pochodzenie
W czasach panowania na morzach wielkich żaglowców, kapitan zapraszał na swój okręt dowódców innych okrętów, lecz kapitanowie ci często nie mogli, ze względu na dostojny wiek i problemy ze zdrowiem, sprostać wdrapywaniu się na pokłady okrętów po sztormtrapie. Dlatego też wykonano specjalny kosz lub fotel do wciągania ich na pokład za pomocą bomu z bloczkiem i liną. Podnoszenie tych osobistości odbywało się przy akompaniamencie gwizdka bosmańskiego, czyli dzisiejszego świstu trapowego, co ułatwiało równomierne przeciąganie liny.
Tradycja nakazuje, żeby świst trapowy oddawał wachtowy przy trapie, jednak podczas oficjalnych wizyt na okrętach, w zależności od rangi ważności osoby witanej na pokładzie, świst oddaje odpowiednia liczba marynarzy – na przykład przy witaniu głowy państwa świst trapowy oddaje ośmiu marynarzy.